# Język mer
Język mer, także: miere, muri – język papuaski z rodziny języków mairasi.
Według danych SIL International z 2000 roku mówiło nim wówczas 80 osób. Dane szacunkowe Peta Bahasa sugerują, że społeczność jego użytkowników liczy 295 osób.
W publikacji Peta Bahasa odnotowano, że posługuje się nim ludność wsi Wosimi (dystrykt Naikere, kabupaten Teluk Wondama). Dodatkowo jego użytkownicy zamieszkują miejscowości Sendra Woy, Ure i Jawore.
Nie wykształcił piśmiennictwa.